# 高木 (東大和市)
高木（たかぎ）は、東京都東大和市の町名。現行行政地名は高木一丁目から高木三丁目。郵便番号207-0005。

## 地理
東大和市の東部に位置する。東から時計回りに、東大和市狭山、東大和市仲原、東大和市中央、東大和市奈良橋、東大和市湖畔、に隣接する。

### 河川
- 空堀川
- 奈良橋川

## 交通

### 鉄道
| バス移動で利用可能な駅                                              |
| ------------------------------------------------------------------- |
| 西武多摩湖線 - 武蔵大和駅（ST 06） 西武拝島線 - 東大和市駅（SS 32） |

### バス
- 西武バス立川営業所…周辺の路線を運行している。

### 道路
- 東京都道128号東村山東大和線
- 新青梅街道